# ماکوتو فوکامی
ماکوتو فوکامی (انگلیسی: Makoto Fukami؛ زادهٔ ۵ اوت ۱۹۷۷) رمان‌نویس، مانگاکا، و فیلم‌نامه‌نویس اهل ژاپن است. وی از سال ۱۹۹۹ میلادی تاکنون مشغول فعالیت بوده‌است.